# Sigfrid Karg-Elert

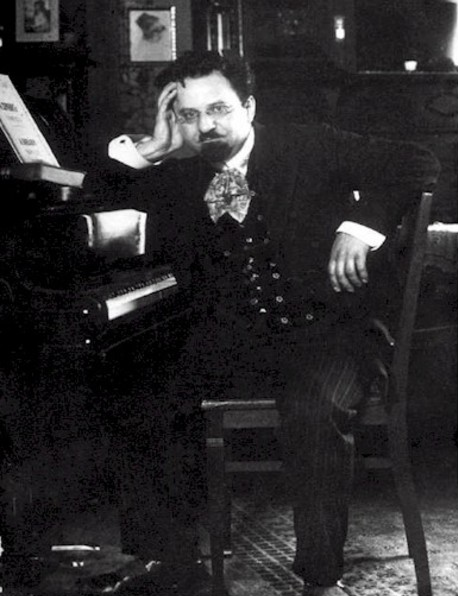
Sigfrid Karg-Elert

Sigfrid Karg-Elert, född 21 november 1877, död 9 april 1933, var en tysk tonsättare.

## Biografi
Karg-Elert var från 1919 lärare i komposition, teori och piano vid konservatoriet i Leipzig. Bland Karg-Elerts många kompositioner, hyllande en sympatisk modernism och präglade av uttryckskraft och färgrikedom, märks en orkestersvit, kammarmusik, stycken för orgel, orgelharmonium, piano och sånger. Karg-Elert har även skrivit Polaristische Klang- und Tonalitätslehre (1931).